# 伍驥
伍驥（1416年—1465年），字體馴，號德良，江西吉安府安福縣人，民籍，明朝政治人物。

## 生平
景泰元年（1450年）庚午科江西鄉試舉人，五年（1454年）甲戌科進士。授監察御史，天順七年（1463年）巡按福建，與都指揮僉事丁泉抵抗上杭民變，當時丁泉單騎抵達賊壘示詣，從容立馬，諭之以禍福。義軍間其至誠，紛紛感悟泣下，歸附之眾達一千七百餘戶。伍驥給以牛種，恢復其生產。只有賊首李宗政不服，伍驥與丁泉率眾進攻，丁泉力戰而亡，伍驥弔死恤傷，并繼續帶兵戰鬥，接連攻破其十八寨，斬獲八百餘人，從此戰平。伍驥因此得病，九年（1465年）大軍班師至上杭後去世。軍民悲痛如喪父母，爭相出資立祠。
成化年間，應上杭知縣蕭宏請求，明憲宗下詔伍驥與丁泉共同祭祀，賜祠堂名「褒忠」。